# Hypoactiviteit
Hypoactiviteit is de remming van gedrag- en/of bewegingsactiviteit in een organisme wat vaak wordt veroorzaakt door een aandoening in de frontale kwab van het brein. Hypoactiviteit is het tegenovergestelde van hyperactiviteit, ook gekend als ADHD.

## Woordverklaring
Hypoactiviteit is afkomstig uit de woorden Hypo (= laag - zeer laag) en Activiteit (≈ Werkzaamheid). Hypoactiviteit is dus letterlijk een zeer lage werkzaamheid.

## Diagnose
Diagnose kan vaak worden gesteld via een PET-scan, ook kan dit worden gedaan door psychologische tests.